# Ronde van Spanje 2021/Vijftiende etappe
De vijftiende etappe van de Ronde van Spanje 2021 werd verreden op 29 augustus van Navalmoral de la Mata naar El Barraco. Het betrof een bergetappe over 197,5 kilometer.

## Uitslag
| Navalmoral de la Mata – El Barraco (197,5 km) |      |       |      |
| Plaats                                        | Naam | Ploeg | Tijd |
| Winnaar                                       |      |       |      |
| 2                                             |      |       |      |
| 3                                             |      |       |      |

| Algemeen klassement |      |       |      |
| Plaats              | Naam | Ploeg | Tijd |
| Rode trui           |      |       |      |
| 2                   |      |       |      |
| 3                   |      |       |      |

## Nevenklassementen
| Puntenklassement |      |       |        |
| Plaats           | Naam | Ploeg | Punten |
| Groene trui      |      |       |        |
| 2                |      |       |        |
| 3                |      |       |        |

| Bergklassement        |      |       |        |
| Plaats                | Naam | Ploeg | Punten |
| Bolletjestrui (blauw) |      |       |        |
| 2                     |      |       |        |
| 3                     |      |       |        |

| Jongerenklassement |      |       |        |
| Plaats             | Naam | Ploeg | Punten |
| Witte trui         |      |       |        |
| 2                  |      |       |        |
| 3                  |      |       |        |

| Ploegenklassement |       |      |
| Plaats            | Ploeg | Tijd |
|                   |       |      |
| 2                 |       |      |
| 3                 |       |      |

## Opgaves
- Jonathan Caicedo (EF Education-Nippo): Niet gestart
- Jhonatan Narváez (INEOS Grenadiers): Opgave tijdens de etappe
- Kiel Reijnen (Trek-Segafredo): Opgave tijdens de etappe

1e etappe ·
2e etappe ·
3e etappe ·
4e etappe ·
5e etappe ·
6e etappe ·
7e etappe ·
8e etappe ·
9e etappe ·
10e etappe ·
11e etappe ·
12e etappe ·
13e etappe ·
14e etappe ·
15e etappe ·
16e etappe ·
17e etappe ·
18e etappe ·
19e etappe ·
20e etappe ·
21e etappe
Startlijst · Eindstanden · Afbeeldingen